# Norrbagge
Norrbagge (Plural norrbaggar) ist eine im Schwedischen gebräuchliche abschätzige Bezeichnung für Norweger. Die standardsprachliche schwedische Bezeichnung für Norweger lautet norrmän.

## Etymologie

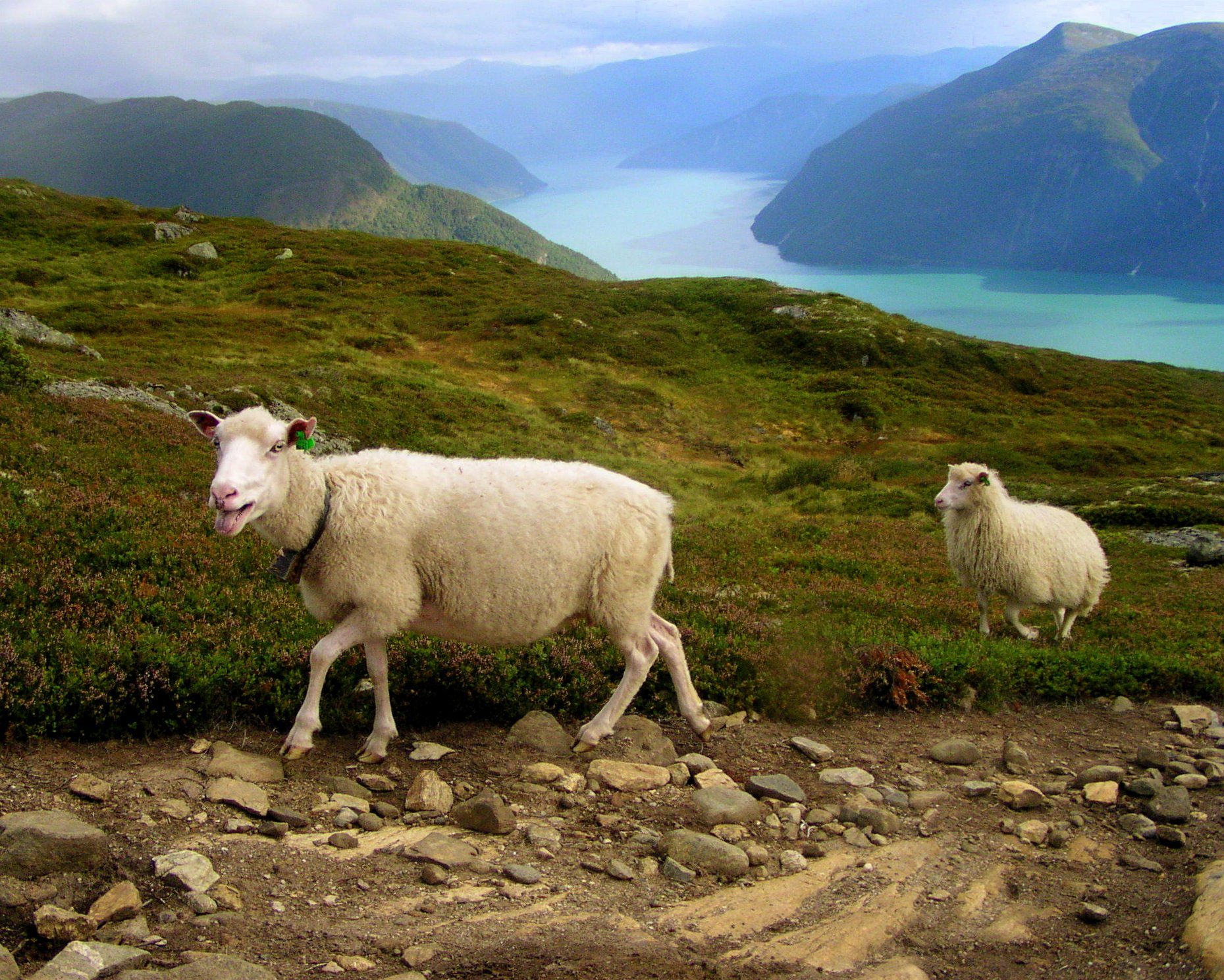
Schafe in Norwegen

Als Schmähung von Norwegern ist norrbagge ausweislich des Svenska Akademiens ordbok erstmals 1604 bezeugt, die Kurzform bagge bereits 1525. Seine Herleitung ist unsicher, da bagge im Schwedischen mundartlich sehr verschiedene Bedeutungen hat, darunter so unverfängliche wie „junger Mann, Bursche.“ Dem Schimpfwort dürfte allerdings die Bedeutung zugrunde liegen, die das Wort in der schwedischen Standardsprache noch heute hat, nämlich „Schafbock“, genauer ein kastrierter ebensolcher, also „Hammel“. Dick Harrison zufolge meinte bagge im mittelalterlichen Sprachgebrauch indes eher nicht den Schafbock als solchen als vielmehr die Hoden, derer er bei der Kastration verlustig geht; das Schimpfwort (norr-)bagge bedeutet demnach eigentlich so viel wie „(norwegische) Schafsklöten.“ Als sinnverwandtes Demonym bietet sich in diesem Zusammenhang „John Bull“ zum Vergleich an, wobei diese nationale Personifikation der Engländer keine Fremd-, sondern eine Selbstbezeichnung darstellt und durchaus mit Stolz getragen wird;  ein bull (englisch für „Bulle“) zeichnet sich nämlich anders als der Hammel und auch im Gegensatz zu einem bullock („junger Ochse“) dadurch aus, dass er noch über intakte bollocks („Hoden“) verfügt.
Einer anderen Hypothese zufolge geht das Schmähwort norrbagge auf eine Verballhornung des lateinischen Worts für Norweger zurück, also Norvagus, in mittelalterlichen Quellen bisweilen auch Norbagus geschrieben, andere Autoren vermuten einen Zusammenhang mit den „Baglern“, die im norwegischen Bürgerkrieg um 1200 gegen König Sverre aufbegehrten, wieder andere einen mit der Festung Bagahus im schwedisch-norwegischen Grenzland an der Nordseeküste, der auch der Bohuslän den Namen verdankt.
Im Mittelalter begegnet Norrbagge häufiger als Familienname, als Beiname von Svend Nordmand, Bischof von Roskilde in Dänemark, sogar schon um 1080; das Schimpfwort ist aber wohl ohne Bezugnahme auf diese frühen Namensträger entstanden.

## Sprachgebrauch
Die Meinungen darüber, wie beleidigend der Ausdruck ist, gehen auseinander. 2011 wurde der tschechische  Eishockeyspieler Martin Ševc vom schwedischen Eishockeyverband bestraft, nachdem er einen gegnerischen Spieler als jävla zigenare („verdammter Zigeuner“) beleidigt hatte; sein norwegischer Teamkollege Marius Holtet beschwerte sich darauf, dass er selbst ohne Unterlass als jävla norrbagge verfemt werde, ohne dass die Schiedsrichter etwas dagegen unternähmen. Der Langläufer Petter Northug hat sich den Begriff hingegen stolz angeeignet und nahm 2013 einen Hip-Hop-Track mit dem Titel Jävla Norrbagge samt professionellem Musikvideo auf, in dem er mit Gusto gegen die Schweden vom Leder zog.

## Andere Schimpfwörter für Norweger
Während zur Beschimpfung anderer Nationalitäten und Völker (etwa der Deutschen, Iren, Polen, Juden oder Italiener) zahlreiche Kraftausdrücke in den verschiedensten Sprachen zur Verfügung stehen, ist norrbagge fast der einzige etablierte Ethnophaulismus zur Schmähung der Norweger, nicht nur im Schwedischen, sondern global betrachtet. Dieser auffällige Mangel ist Gegenstand einer Glosse des amerikanischen Schriftstellers Mike Royko (Yes, Slur, That's Norwegian Now, 1986): nachdem ihm ein Norweger erklärt hatte, dass es keine norwegerfeindlichen Schimpfwörter gebe, weil der Norweger grundsätzlich sehr nett, höflich und besonnen sei, auch nicht dazu neige, Kriege anzuzetteln, und daher allenthalben gemocht werde, beschloss Royko, Abhilfe zu schaffen, und erfand das Wort noogin, das sich allerdings nicht durchsetzen konnte.
Zumindest im Dänischen ist aber dafür in jüngerer Zeit das Schimpfwort fjeldabe, wörtlich „Bergaffe“ (vgl. deutsch Inselaffe für „Engländer“) populär geworden, laut Store norske leksikon ist es seit den 1950er Jahren im Umlauf, vor allem im Sport.

## Retourkutschen: Norwegische Schimpfwörter für Schweden
Der Norweger neigte seinerseits bis vor nicht allzu langer Zeit dazu, gegenüber seinen Nachbarn einen hochachtungsvollen Ton anzuschlagen. Die Schweden und die Dänen werden im norwegischen Schrifttum spätestens seit dem 19. Jahrhundert häufig als „Brudervölker“ bezeichnet, wobei für Schweden ein besonderer Ehrentitel reserviert ist, nämlich söta bror, „süßer Bruder.“ Er geht auf ein Stoßgebet von Henrik Wergeland zurück, der 1836 in sehr respektvollem Ton ein Ende der noch bis 1905 währenden Personalunion mit Schweden herbeisehnte: ‚Min søta bror, Tilvisse det maa briste, som hænger daarlig sammen, Amen!‘ („Mein süßer Bruder: Was schlecht zusammengefügt ist, muss irgendwann bersten. Amen!“). Aus der gleichen Zeit rührt auch die Vokabel svenskeradd, wörtlich in etwa „schwedischer Schurke“, die zwar vom Norske Akademis ordbok als herabsetzend markiert ist, aber kaum je beleidigend, sondern eher liebevoll bis scherzhaft gebraucht wird. Abwertend ist hingegen der Neologismus Partysvenske, der zuerst gegen 2008 in Oslo aufkam und gegen die zahlreichen jungen schwedischen Arbeitsmigranten gerichtet ist, die seit etwa 2000, als das Lohnniveau Norwegens das Schwedens zum ersten Mal in der Geschichte übertraf, zu Tausenden ins Nachbarland strömten.